# این (رود)
رود این (به آلمانی: Inn) یکی از رود‌های مهم اروپا است که از کشورهای سوئیس و آلمان و اتریش می‌گذرد؛ و مهمترین شاخهٔ رود دانوب است طول این رود تقریباً ۵۰۰ کیلومتر می باشد.

## نگارخانه

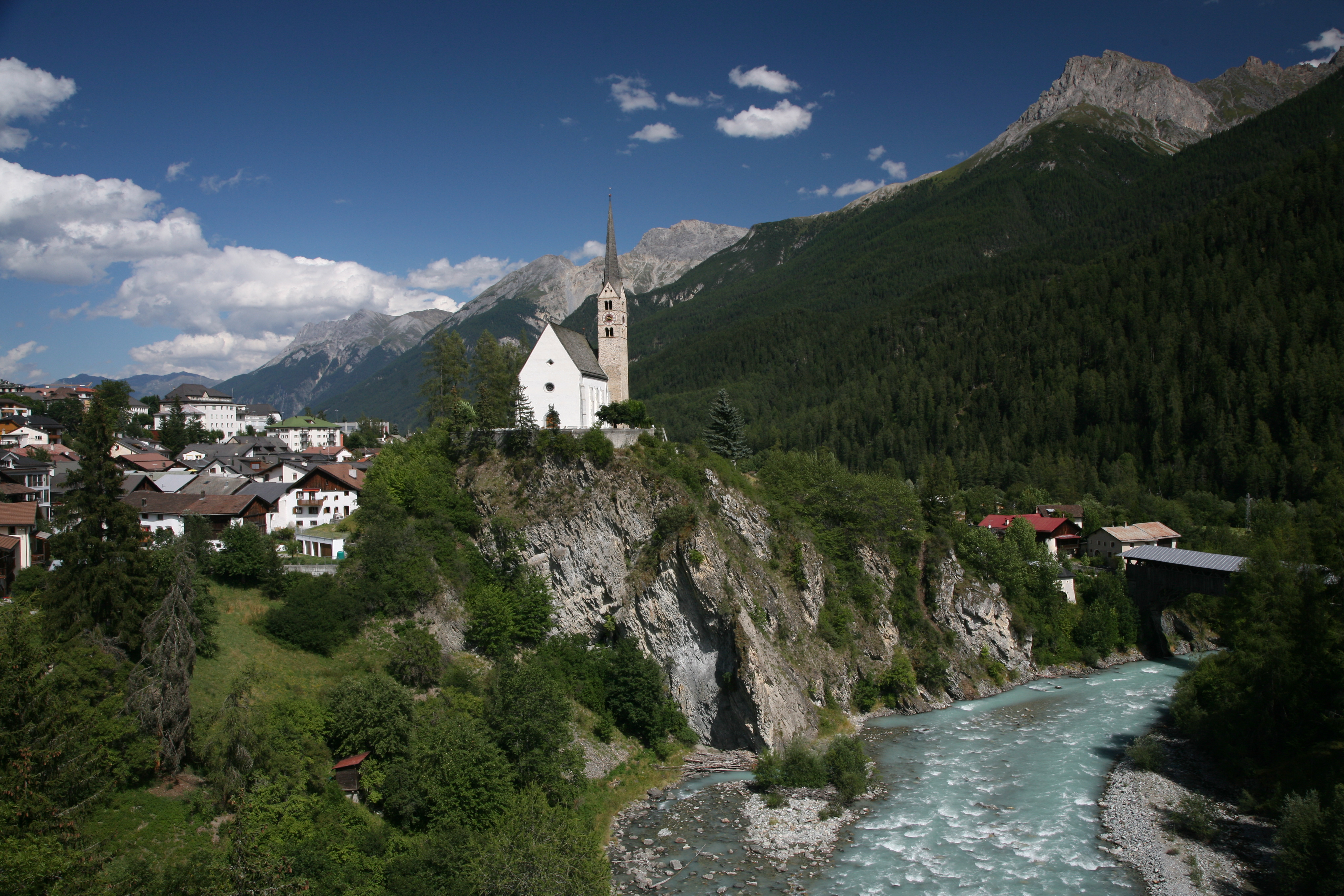
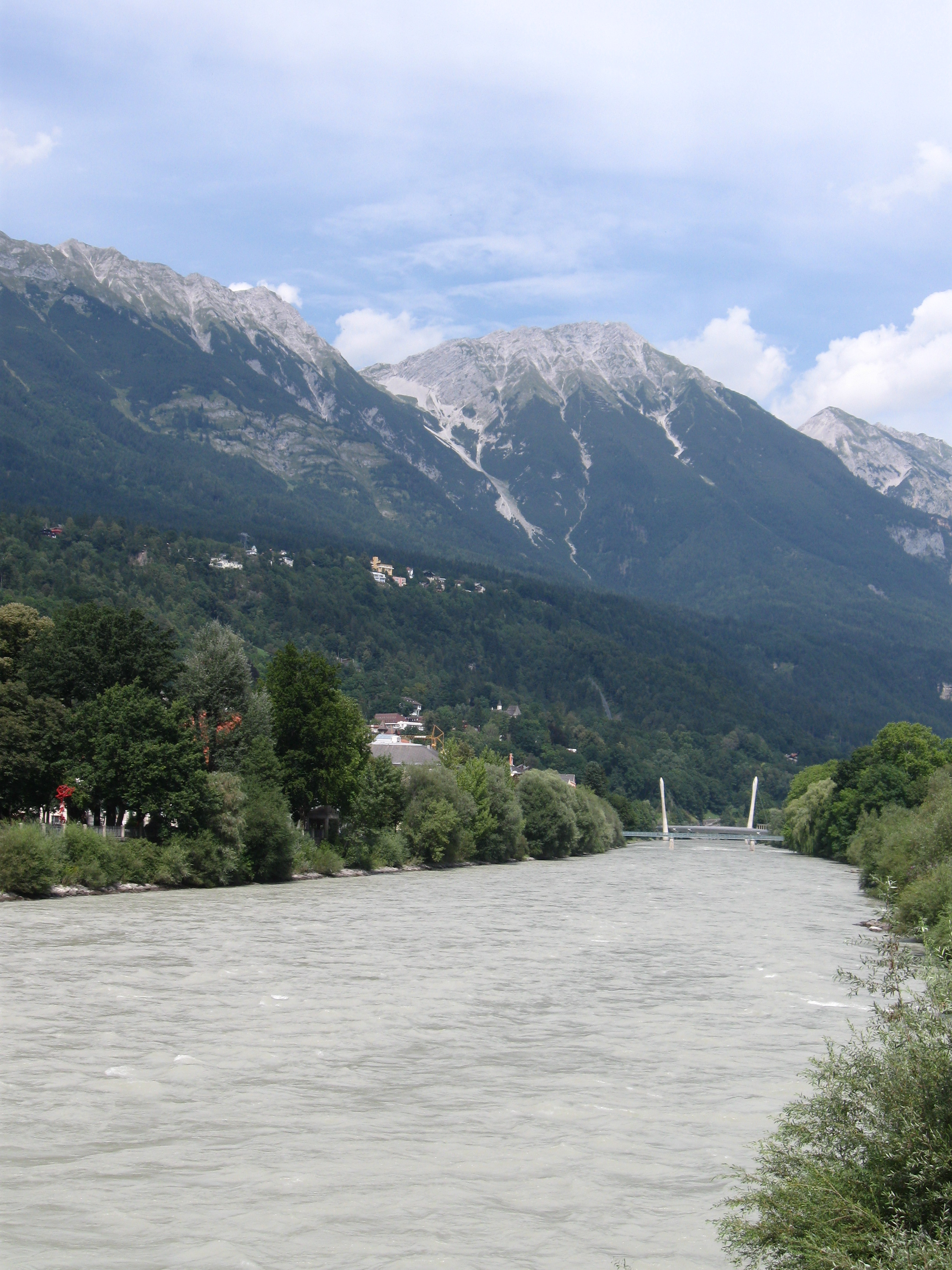